# 존 헨리 콘스턴틴 화이트헤드
존 헨리 콘스턴틴 화이트헤드(영어: John Henry Constantine Whitehead, 1904–1960)는 영국의 수학자다. 호모토피 이론의 창시자 가운데 하나이다.

## 같이 보기
- 화이트헤드상